# Klimkowe Wrótka

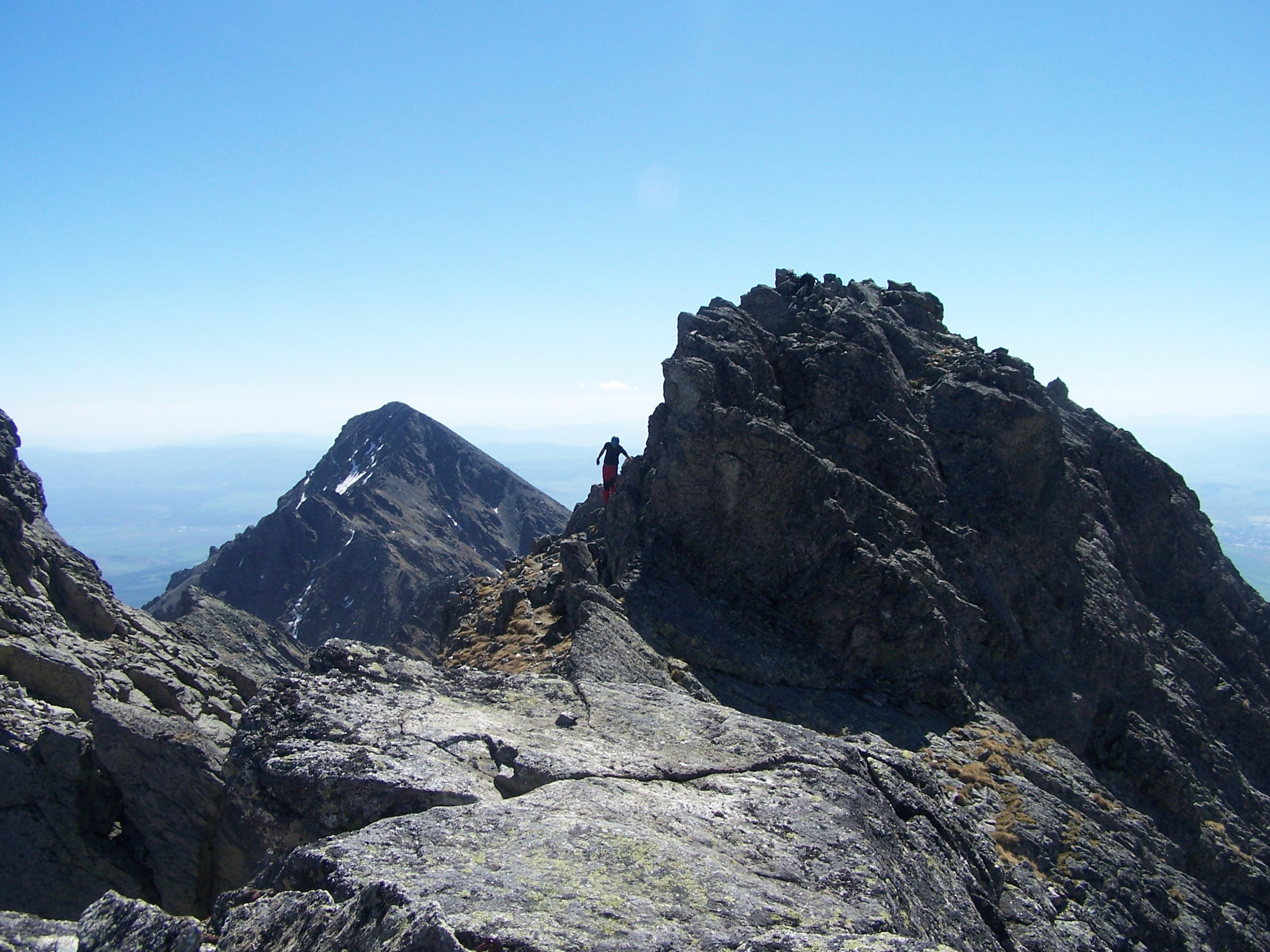
Klimkowe Wrótka. Po prawej stronie Kwietnikowa Turnia

Klimkowe Wrótka (słow. Sedlo Bradavíc, niem. Warze Gipfelscharte, węg. Bibircs-oromcsorba, 2454 m) – przełączka pomiędzy szczytami Staroleśnego Szczytu w słowackich Tatrach Wysokich. Ma postać niewielkiej, płaskiej i skalistej platformy. Po jej zachodniej stronie znajdują się dwa niższe szczyty: Pawłowa Turnia i Kwietnikowa Turnia, po wschodniej dwa wyższe: Klimkowa Turnia i Tajbrowa Turnia. Z Klimkowych Wrótek na stronę Doliny Staroleśnej opada Klimkowy Żleb, przez który prowadzi najłatwiejsze wejście na tę przełączkę.
Nazwa przełączki i opadającego z niej żlebu pochodzi od przewodnika tatrzańskiego – Klemensa Bachledy, który jako pierwszy 14 sierpnia 1892 roku zdobył Staroleśny Szczyt.